# Matagari Diazasouba
Matagari Diazasouba est une athlète de Côte d'Ivoire.

## Carrière
Aux Championnats d'Afrique 2012 à Porto-Novo, Matagari Diazasouba est médaillée de bronze du relais 4×100 mètres.